# 沃萊尼德蒙泰

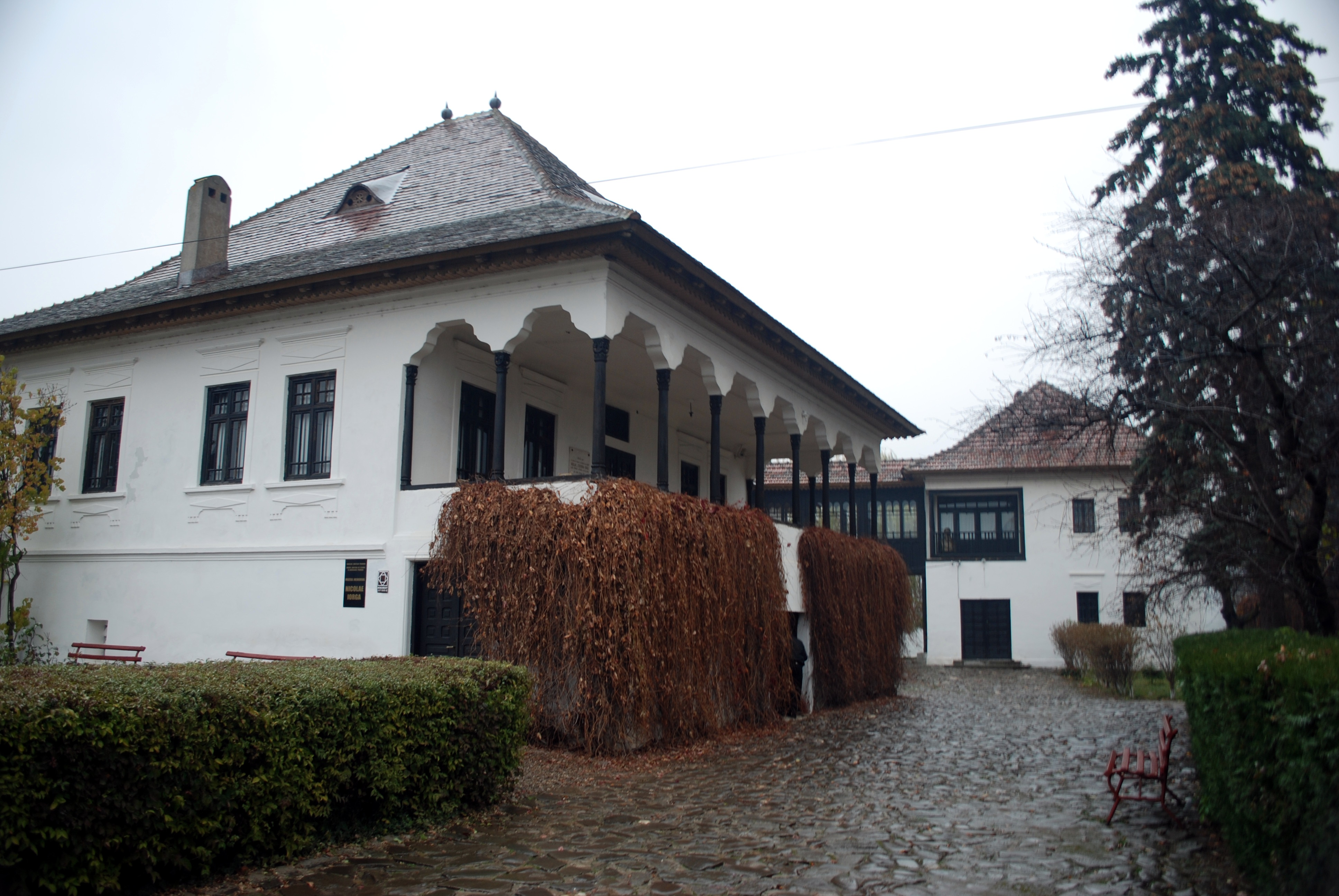

45°11′8″N 26°2′23″E / 45.18556°N 26.03972°E
沃萊尼德蒙泰（羅馬尼亞語：Vălenii de Munte），是羅馬尼亞的城鎮，位於該國南部，由普拉霍瓦縣負責管轄，面積22平方公里，海拔高度350米，2011年人口12,257，人口密度每平方公里616人。